# Emor
Emor (ebraico: אֱמֹר — tradotto in italiano: "dì/parla", quinta parola e incipit di questa parashah) 31ª porzione settimanale della Torah (ebr. פָּרָשָׁה – parashah o anche parsha/parscià) nel ciclo annuale ebraico di letture bibliche dal Pentateuco, ottava nel Libro del Levitico. Rappresenta il passo 21:1-24:23 di Levitico, che gli ebrei leggono generalmente alla fine di aprile o ai primi di maggio. Le congregazioni ebraiche inoltre leggono parti della parshah, Levitico 22:26-23:44, quali letture iniziali della Torah nel secondo giorno di Pesach e nel primo e secondo giorno di Sukkot.
La parashah fornisce le regole di purezza per i sacerdoti, illustra le Festività ebraiche, dà istruzioni sulle luci e sul pane del santuario, e narra la storia del bestemmiatore e della sua punizione.

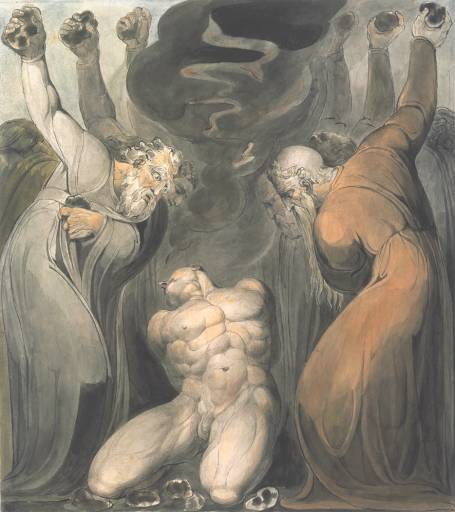
Il bestemmiatore (inchiostro e acquerello di William Blake, 1800 ca.)

## Haftarah
La haftarah della parshah è Ezechiele 44:15-31.

## Riferimenti
La parshah ha paralleli o viene discussa nelle seguenti fonti (EN, HE, IT, DE) :

### Non rabbinici
- Vangelo di Giovanni 7:1-53[4] (Sukkot).

### Testi
- Testo Masoretico e traduzione JPS 1917, su mechon-mamre.org.
- Parshah cantata, su bible.ort.org. URL consultato il 28 febbraio 2013 (archiviato dall'url originale il 15 maggio 2011).
- Parshah in ebraico, su mechon-mamre.org.

### Commentari
- Academy for Jewish Religion, California, su ajrca.org. URL consultato il 28 febbraio 2013 (archiviato dall'url originale il 17 marzo 2012).
- Academy for Jewish Religion, New York, su ajrsem.org.
- Aish.com. URL consultato il 28 febbraio 2013 (archiviato dall'url originale il 3 maggio 2010).
- American Jewish University, su judaism.ajula.edu (archiviato dall'url originale il 18 marzo 2012).
- Anshe Emes Synagogue, Los Angeles, su anshe.org. URL consultato il 28 febbraio 2013 (archiviato dall'url originale il 1º novembre 2012).
- Bar-Ilan University, su biu.ac.il. URL consultato il 28 febbraio 2013 (archiviato dall'url originale il 26 settembre 2012).
- Chabad.org.
- eparsha.com.
- G-dcast, su g-dcast.com. URL consultato il 28 febbraio 2013 (archiviato dall'url originale il 18 febbraio 2013).
- The Israel Koschitzky Virtual Beit Midrash, su vbm-torah.org. URL consultato il 28 febbraio 2013 (archiviato dall'url originale il 14 maggio 2011).
- Jewish Theological Seminary (XML), su jtsa.edu. URL consultato il 28 febbraio 2013 (archiviato dall'url originale l'11 marzo 2013).
- LearningTorah.org.
- Miriam Aflalo, su mishpacha.com. URL consultato il 28 febbraio 2013 (archiviato dall'url originale il 6 aprile 2012).
- MyJewishLearning.com. URL consultato il 28 febbraio 2013 (archiviato dall'url originale il 12 ottobre 2008).
- Ohr Sameach, su ohr.edu.
- Orthodox Union, su ou.org.
- OzTorah, Torah from Australia, su oztorah.com.
- Oz Ve Shalom — Netivot Shalom, su netivot-shalom.org.il. URL consultato il 28 febbraio 2013 (archiviato dall'url originale il 24 giugno 2010).
- Pardes from Jerusalem, su pardes.org.il. URL consultato il 28 febbraio 2013 (archiviato dall'url originale il 29 marzo 2012).
- Rabbi Dov Linzer, su rabbidovlinzer.blogspot.com.
- RabbiShimon.com. URL consultato il 28 febbraio 2013 (archiviato dall'url originale il 25 agosto 2011).
- Rabbi Shlomo Riskin, su ohrtorahstone.org.il. URL consultato il 28 febbraio 2013 (archiviato dall'url originale il 21 agosto 2011).
- Rabbi Shmuel Herzfeld, su rabbishmuel.com. URL consultato il 28 febbraio 2013 (archiviato dall'url originale l'11 marzo 2013).
- Reconstructionist Judaism, su www4.jrf.org. URL consultato il 28 febbraio 2013 (archiviato dall'url originale il 16 febbraio 2006).
- Sephardic Institute, su judaic.org. URL consultato il 28 febbraio 2013 (archiviato dall'url originale il 26 luglio 2011).
- Shiur.com.
- 613.org Jewish Torah Audio, su 613.org. URL consultato il 28 febbraio 2013 (archiviato dall'url originale il 22 maggio 2011).
- Tanach Study Center, su tanach.org.
- Torah from Dixie, su tfdixie.com. URL consultato il 28 febbraio 2013 (archiviato dall'url originale il 2 gennaio 2007).
- Torah.it, su archivio-torah.it.
- Torah.org.
- TorahVort, su torahvort.com.
- Union for Reform Judaism, su urj.org. URL consultato il 28 febbraio 2013 (archiviato dall'url originale il 18 giugno 2009).
- United Hebrew Congregations of the Commonwealth, su chiefrabbi.org. URL consultato il 28 febbraio 2013 (archiviato dall'url originale il 10 aprile 2012).
- What’s Bothering Rashi?, su shemayisrael.com.
- Yeshivat Chovevei Torah, su yctorah.org. URL consultato il 28 febbraio 2013 (archiviato dall'url originale il 13 marzo 2012).
- Yeshiva University, su yutorah.org. URL consultato il 28 febbraio 2013 (archiviato dall'url originale il 18 dicembre 2019).